# Kanadevia Inova Schmack
Kanadevia Inova Schmack GmbH (dalla fondazione al 2017 denominata Schmack Biogas, dal 2017 al 2021 Schmack Biogas Service, dal 2021 al 2024 Hitachi Zosen Inova Schmack), è una società a responsabilità limitata tedesca, con sede a Schwandorf (Baviera), che si occupa di manutenzione e gestione di impianti di biogas e biometano. Dalla fondazione al 2017 si è occupata anche della progettazione e realizzazione degli impianti.

## Storia
L'azienda è nata a Ratisbona nel 1995 come Schmack Biogas GbR, poi divenuta GmbH. Nel 1999 la sede è stata trasferita a Burglengenfeld. Nel 2000 è stato aperto il laboratorio a Schwandorf, dove nel 2003 è stata definitivamente posta la sede principale. Nel luglio 2001 era nel frattempo divenuta una società per azioni, prendendo il nome di Schmack Biogas AG.

Il logo in uso tra 2003 e 2007

Nel maggio 2006 l'azienda si era quotata alla borsa di Francoforte, nel mercato Xetra. Sempre nel 2006, il 13 gennaio, venne fondata la filiale italiana Schmack Biogas Srl, e a maggio l'azienda entrò nella compagine societaria dell'azienda Köhler & Ziegler, produttore di cogeneratori, di cui rileverà la maggioranza l'anno successivo, e che sarà poi ceduta al gruppo Bosch nel marzo 2010). Al successivo mese di agosto risale invece l'acquisizione di Stelzenberger Biogas (produttore di componenti in acciaio, in particolare sistemi di agitazione e tramogge di caricamento per le biomasse, che cambierà nome in Schmack Biogas Komponenten), mentre in dicembre venne annunciata quella di CarboTech Engineering (produttore di impianti di upgrading a biometano, che verrà ribattezzata dapprima Schmack Carbotech e successivamente Carbotech Gas Systems) . Nel 2007 ha invece acquisito la divisione biogas di Hese Umwelt.

Il logo in uso tra 2007 e 2010

Nell'ottobre 2009 Schmack Biogas ha chiesto l'avvio della procedura d'insolvenza, che coinvolse le aziende del gruppo ad eccezione della filiale italiana, e per garantire il prosieguo delle attività ha intavolato trattative con il gruppo Viessmann. Il 15 dicembre 2009 è stato raggiunto l'accordo e dal successivo 1 gennaio 2010 l'azienda è stata rilevata. L'azienda è stata scomposta in una bad company, rinominata Abwicklungsgesellschaft Biogas 1 AG, che ha operato il delisting del titolo (avvenuto poi il 25 febbraio 2011), ed una newco che ha acquisito nuovamente il nome di Schmack Biogas GmbH ed ha preso in carico i rami d'azienda acquisiti da Viessmann Group.

Il logo in uso tra 2010 e 2021

Nel maggio del 2017, Viessmann ha annunciato che l'azienda si sarebbe ritirata dal mercato della realizzazione di nuovi impianti per concentrarsi sulla manutenzione, sulla gestione e sul rifacimento di impianti biogas e biometano esistenti e sulla fornitura di componenti. Tutte le attività sono state quindi accorpate nella controllata Schmack Biogas Service GmbH.
In quest'ottica, l'azienda ha, nel corso dei mesi successivi, ceduto le aziende controllate. Dapprima è stata ceduta la filiale statunitense Bioferm Energy Systems; nel gennaio del 2018 è stata la volta, attraverso un'operazione di management buyout, di quella italiana, che ha mantenuto il nome Schmack Biogas ed ereditato tutte le attività di progettazione realizzazione degli impianti, venendo poi acquisita due anni più tardi da PLC Spa. Nel dicembre 2018 stata poi la volta di Schmack Biogas Komponenten, resasi indipendente con il nome di Mebatek GmbH, e di Carbotech Gas Systems, ceduta a PowerChina.

Il logo in uso tra 2021 e 2024

Nel luglio del 2021 il gruppo Viessmann ha raggiunto l'accordo per la cessione di Schmack Biogas Service e di microbEnergy alla società svizzero-giapponese Hitachi Zosen Inova, parte del gruppo Hitachi Zosen Corporation. Dal successivo mese di dicembre il nome è cambiato in Hitachi Zosen Inova Schmack GmbH. 
Nel marzo del 2024, Hitachi Zosen Inova ha acquistato anche l'85% della Schmack Biogas "italiana", riunendo così nuovamente nello stesso gruppo le due aziende che utilizzavano il marchio Schmack, che rimasero comunque separate.
Con il cambiamento del nome del gruppo da Hitachi Zosen Inova a Kanadevia Inova a partire dal 1º ottobre 2024, anche la società ha nuovamente cambiato denominazione, assumendo quella di Kanadevia Inova Schmack GmbH (mentre la sorella italiana è divenuta Kanadevia Inova Schmack Biogas S.r.l.).

## Impianti realizzati
Al gennaio 2018 l'azienda aveva realizzato oltre 450 impianti in 18 paesi.
Tra i più significativi, nel 2003 l'azienda ha realizzato in Austria, a St. Veit an der Glan quello che allora era il più grande impianto europeo alimentato a colture dedicate. Nel 2005 è stato invece realizzato l'impianto di Hünxe, che all'epoca, coi suoi 3,2 MW, era il più grande in Germania.
Schmack Biogas nel 2006 ha realizzato anche i primi due impianti biometano in assoluto in Germania a Kerpen e a Pliening; quest'ultimo è stato il primo impianto ad immettere il biometano prodotto nella rete del gas naturale.